# Giuseppe Venanzio Marvuglia
Giuseppe Venanzio Marvuglia (Palermo, 1729 - 1814) fue un arquitecto  siciliano del período barroco. 
Recibió su primera formación profesional en Palermo, para luego trasladarse a Roma, entre 1747 y 1759. Hacia el final de su estadía una corriente de jóvenes arquitectos y diseñadores dentro del círculo de la Academia francesa en Roma comenzaron a alejarse de los ornamentos del Barroco para adherir a formas más clásicas y simples bajo la influencia del arquitecto Winckelmann, protegido del cardenal Alessandro Albani. 
Marvuglia ganó el segundo premio en un concurso organizado por la Academia San Lucas, para una plaza. Su acceso tiene en el centro un edificio de domo circular, reminiscencia del Panteón romano, pero con detalles barrocosen las columnas y esculturas.
Luego de su retorno a Sicilia, trabajó en la reconstrucción del monasterio de "San Martino dell Scale" , en las montañas cercanas a Palermo. Mientras lo diseñaba en estilo barroco, resultaba evidente que las tendencias de la moda se acercaban al neoclasicismo, logrando finalmente una síntesis que incluyó líneas rectas y formas puras en oposición a las fachadas curvas y líneas de cubierta recortadas típicas del barroco siciliano. 